# Культура (телеканал)
«Росси́я-Культу́ра» (или «Россия-К», в заголовке и анонсах упоминается старое название — «Культура»; рабочее название — РТР-2) — общероссийский государственный федеральный телеканал, входящий в состав ВГТРК.
В эфире канала представлены программы, посвящённые различным направлениям культурной и общественной жизни — музыке, живописи, театру, литературе, кино, религии, науке, образованию и многим другим. Телеканал специализируется на передачах о русской и всемирной истории, науке, литературе, музыке, изобразительном и декоративно-прикладном искусстве, архитектуре и тому подобное.
Телеканал не транслирует коммерческую рекламу, но активно анонсирует события культурной жизни, а также собственные передачи.
Является единственным обязательным общедоступным телеканалом России, не осуществляющим круглосуточное вещание.

## История
Телеканал появился 25 августа 1997 года после Указа № 919 об образовании телеканала «Культура», который подписал Президент Российской Федерации Борис Ельцин. В поддержку его создания выступали Мстислав Ростропович, Дмитрий Лихачёв, Ролан Быков. Первым главным редактором стал Михаил Швыдкой.

### 1997—2001 годы. Начало вещания

Логотип телеканала «Культура» в 1997—2001 годах

Телеканал начал вещание 1 ноября 1997 года в 10:00 по московскому времени в сети распространения программы ГТРК «Петербург — Пятый канал», за исключением частот в Санкт-Петербурге и Ленинградской области. На стадии запуска телеканала планировалось, что он будет называться «Культура» («РТР-2»). Соответствующие название и логотип недолго использовались в ряде печатных телепрограмм, в эфире же изначально стоял фирменный логотип в виде стилизованной буквы «К».
Штат канала продолжительное время состоял в основном из закадровых сотрудников расформированной студии «Лад» Российского телевидения. Среди них были режиссёр музыкальных программ Андрей Торстенсен, шеф-редактор музыкальных программ Валентин Тернявский и руководитель художественных программ Екатерина Андронникова. Некоторые, как шеф-редактор Аркадий Бедеров, ранее работали на предыдущем просветительском канале производства ВГТРК «Российские университеты», чьё эфирное время в 1996 году было передано в пользу НТВ.
Первоначально телеканал «Культура» вещал с 8:00 до 0:30 по будням и с 10:00 до 0:30 по выходным, причём в московском регионе его вещание по будням всегда было усечённым — оно начиналось с 12:30. В первый год вещания в Москве и Подмосковье вместе с телеканалом «Культура» на одной частоте в утренние и ночные часы вещал телеканал «Телеэкспо», а с 26 сентября 1998 по 2 октября 2001 года — «MTV Россия». В Санкт-Петербурге первое время телеканал не вещал вообще, ввиду отсутствия частоты. Позже программы телеканала в Санкт-Петербурге временно ретранслировались телекомпанией «ОТВ» на 49 ТВК, до тех пор, пока канал не получил собственную частоту на 29 ТВК (это произошло 2 июля 2001 года).
10 июля 1998 года главным редактором телеканала указом Президента Российской Федерации назначена Татьяна Паухова.
Основным наполнением «Культуры» в первые годы работы были архивы Гостелерадиофонда, а также отдельные передачи и документальные фильмы, ранее шедшие на РТР и «Российских университетах». Причинами этого являлись хроническая недофинансированность канала, а также небольшие объёмы производства передач о культуре в 1990-е годы. Также в программной сетке присутствовали выпуски информационной программы РТР «Вести». Они были короткими по хронометражу, имели своих ведущих и анонсировались как «Новости». По мере запуска новых проектов их количество сокращалось. Немаловажную роль в первоначальной сетке вещания играл блок программ петербургского производства, главным подрядчиком которого стала ТРК «Петербург». Свои передачи также предоставляли собственные творческо-производственные объединения (ТПО) ВГТРК, работавшие с каналом РТР («Рост» и «Арена»). Помимо этого, с 1998 по 2002 год в программе передач телеканала появлялись спортивные трансляции, не попадавшие по разным причинам в сетку вещания РТР. Среди показанных соревнований — Олимпийские игры 1998 и 2000 годов, матч Евро-2000 Италия — Турция, чемпионаты мира по фигурному катанию и лыжным видам спорта 1999 года, Чемпионат России по футболу, волейбольная Мировая лига, Кубок Кремля по теннису. Все спортивные телепередачи и трансляции были выведены из сетки вещания канала «Культура» после создания в 2003 году телеканала «Спорт».
С 1 по 3 сентября 2000 года из-за пожара на Останкинской телебашне на Москву и Подмосковье вещал совместный телеканал «Культуры» и НТВ.

### 2001—2006 годы. Александр Пономарёв

Логотип телеканала «Культура» в 2001—2002 годах

В июне 2001 года генеральным директором телеканала становится бывший генеральный директор «ТВ-6» Александр Пономарёв, который позже возглавил новое дочернее предприятие ВГТРК — ГТРК «Культура» (до июля 2001 года предприятием, отвечавшим за телеканал, было ФГУП «ГТК „Телеканал Культура“», а ещё раньше, с 1997 по 1998 год — «Главная редакция телеканала „Культура“ ВГТРК»). Одновременно на канал переходит команда топ-менеджеров, которая ранее работала с Пономарёвым на телеканале ТВ-6: заместитель генерального директора Стелла Неретина, технический директор Александр Золотницкий, замгендиректора по вопросам развития региональной телесети Елена Злотникова, замгендиректора по финансовым вопросам Андрей Воскресенский, заместитель руководителя художественного кинопоказа и начальник отдела спецпроектов Анна Любашевская. Под управлением команды Пономарёва на канале произошли серьёзные изменения: значительно увеличилось качество телепередач и межпрограммного оформления, к 2002 году все службы телеканала постепенно переехали в новое здание на Малой Никитской улице. К 24 сентября 2001 года компания «Телеателье», созданная теледизайнером Семёном Левиным после расформирования «НТВ-Дизайна», создаёт новую символику для телеканала «Культура». Новый логотип — заглавная прописная буква «К» возле парящего триколора.
Со 2 октября 2001 года сетевым партнёром «Культуры» становится телеканал «Euronews» на русском языке. В начале его вещание осуществлялось только на московский регион, перекрывая часть передач телеканала «Культура», с 30 ноября 2002 по 3 сентября 2017 года «Euronews» выходил внутри сетки вещания телеканала «Культура» во всех регионах её вещания. Первоначально его утреннее вещание осуществлялось с 6:30 до 12:30 по будням и с 6:30 до 10:00 по выходным, с 30 сентября 2002 года — ежедневно с 7:00 до 10:00, со 2 октября 2006 года по 3 сентября 2017 года — с 7:00 до 10:00 по понедельникам и с 6:30 до 10:00 в остальные дни недели. В версии для Москвы и Московской области кроме утреннего блока существовал ночной — сначала с 0:30 до 3:00, затем нижняя граница блока смещалась вниз по сетке вещания: с 1 апреля 2002 — с 1:00 до 3:00, с 29 сентября 2003 — с 1:30 до 3:00, с 3 октября 2006 года — с 2:00 до 3:00 (кроме понедельника).

Логотип телеканала «Культура» в 2002—2009 годах

1 сентября 2002 года логотип телеканала снова изменился: вдоль парящего триколора вместо заглавной прописной буквы «К» стало отображаться слово «Культура».
30 сентября 2002 года, одновременно с запуском в строй нового аппаратно-студийного комплекса, телеканал «Культура» перешёл на зональное вещание. Распространение программ стало осуществляться по четырём вещательным зонам: «М» (московское время), «Дубль-3» (+2), «Дубль-2» (+4), «Дубль-1» (+7). Тогда же телеканал стал начинать вещание с 10:00 во всех без исключения регионах распространения сигнала. По истечении лицензии ОАО «МТК „Телеэкспо“» на 33 ТВК в Москве (это произошло 8 июня 2003 года) телеканал «Культура» запустил отдельную версию для жителей Москвы и Московской области. Несмотря на это, в Москве и Московской области телеканал «Культура» уходит на официальный еженедельный технический перерыв в ночь с понедельника на вторник с 1:45 до 6:30. С 2003 года, во время профилактических работ на телеканале «Культура» по всей России, проходит каждые три месяца (до 21 октября 2024 года в ночь с воскресенья на пондедельник  с 1:30 (затем с 2:00) до 7:00 (затем с 2017 года — с 6:30)) и со вторника на среду — до 10:00. Во втором случае при наличии такого технического перерыва в 10:00 МСК сразу же начинал телеканал «Культура». С 2001 по 2003 год в дни профилактических работ основного телеканала «Культура» всё равно осуществлялось, изначально — в расширенном виде, до 15:30—16:00, затем до начала вещания телеканала в 10:00.

### 2006—2009 годы. Татьяна Паухова
После ухода Александра Пономарёва на телеканал ТВЦ в начале 2006 года Татьяна Паухова вновь возглавила «Культуру» в должности главного редактора канала. В конце того же года ГТРК «Культура» перестала существовать как самостоятельное юридическое лицо, войдя в структуру ВГТРК как её филиал (его также возглавила Паухова). При этом вплоть до июля 2017 года в конце программ и документальных фильмов собственного либо стороннего производства продолжал указываться копирайт «ГТРК „Культура“».
В течение всего периода вещания детского телеканала «Бибигон» (с 1 сентября 2007 по 26 декабря 2010 года) на телеканале «Культура» в дневное время в специально выделенном блоке транслировались передачи этого телеканала. До 1 января 2010 года во время данных передач логотип «Культуры» адаптировался под логотип «Бибигона».
24 июня 2009 года, согласно Указу Президента России, телеканал был включён в первый мультиплекс цифрового телевидения России, как общеобязательный канал для распространения на всей территории страны.
С 19 ноября 2009 года главным редактором и директором канала является Сергей Шумаков.

### С 2010 года. Сергей Шумаков

Логотип телеканала «Россия-Культура» в 2010 году

1 января 2010 года телеканал изменил свой логотип на «Россия-К», стилизованный под новое оформление ВГТРК, полным названием канала стало «Россия-Культура». Начиная с января 2011 года программы информационного вещания «Культуры» стал спонсировать банк ВТБ, что стало первым случаем заключения контракта с коммерческой организацией в истории телеканала.
После вступления в силу в сентябре 2012 года федерального закона «О защите детей от информации…», все выходящие на этом канале программы (за очень редкими исключениями) транслируются без каких-либо возрастных ограничений.
В день 15-летия (1 ноября 2012 года) телеканала был показан специальный выпуск программы «Наблюдатель», который длился рекордное для телеканала время — 9,5 часов.
С 15 марта 2015 года в соответствии с решением руководства ВГТРК оператор эфирного вещания ФГУП «Российская телевизионная и радиовещательная сеть» (РТРС) поэтапно свернул аналоговое вещание телеканала в ряде населённых пунктов на территории 61 региона России. Вещание в них продолжилось только в составе первого мультиплекса (РТРС-1).
В июне 2017 года на телеканале проведена оптимизация численности персонала: по официальным данным из компании было уволено 114 человек (из примерно 700 работавших в ней), по другим данным — штатный состав сократился почти на 40 % (до этого он составлял 800 человек). Её причинами стали подготовка к переезду в Шаболовский телецентр, в котором «Культура» частично размещалась до 2002 года, переходу на вещание в стандарте высокой чёткости (HD) и на систему выдачи сигнала из единого центра ВГТРК.
В июле 2017 года по причине финансовых и программных соображений было окончательно закрыто выходящее с начала 2000-х годов ток-шоу «Культурная революция». Это было сделано в пользу запущенного в мае 2017 года другого ток-шоу Михаила Швыдкого под названием «Агора».
19 июля 2017 года логотип канала частично изменился: заменён шрифт надписи «Россия» на синем прямоугольнике, при этом логотип стал непрозрачным. Начиная с 1 августа 2017 года свежие выпуски передач телеканала, перевод и озвучивание зарубежных документальных и художественных фильмов, а также подготовленные к эфиру трансляции производятся непосредственно по заказу ВГТРК, а в их заставках упоминается полное название канала — «Россия-Культура».
С 4 сентября 2017 года телеканал осуществляет вещание с 6:30 до 3:00 во всех регионах России, включая версию для Москвы и Московской области. Таким образом, блок «Euronews» полностью исключён из эфира на данной частоте. Директор Дирекции международных отношений ВГТРК Пётр Фёдоров пояснил необходимость такого решения архаичностью формата вещания «канал в канале», переходу аудитории блока на просмотр канала через интернет или с помощью гаджетов, а также просьбами главного редактора «Культуры» Сергея Шумакова. Среди других причин называется обстоятельство, что «Культура», вынужденная делить эфирное время с Euronews, якобы теряла аудиторию. Кроме этого, с этой же даты телеканал стал начинать вещание с государственного гимна России (до этого вещание канала начиналось с часов и основной заставки).
В 2018 году телеканал перешёл на вещание в формате 16:9. Переход осуществлялся в два этапа: с 17 января в данный формат перешла «активная картинка», то есть транслируемое изображение на экране, при этом до 1 февраля фактическое вещание телеканала продолжалось осуществляться в формате 4:3. С 24 апреля 2019 года видеозаписи свежих выпусков передач телеканала выкладываются на его сайт в формате HD. С 27 марта 2020 года началось вещание канала в формате высокой чёткости в цифровом HD-мультиплексе на 58 ТВК в Москве и Подмосковье.
С 30 марта по 23 июня 2020 года вследствие ситуации с коронавирусом телеканал скорректировал сетку вещания из-за закрытых после указа президента Российской Федерации театров, кинотеатров, концертных залов. Был постепенно приостановлен выход практически всех передач, включая «Новости культуры», «Наблюдатель», «Главная роль», «Спокойной ночи, малыши!», «Агора», «Власть факта», а также ряда документальных проектов. Внизу логотипа канала до 2 июня был прикреплён слоган «Культура дома». В августе-сентябре, после возвращения программ информационного вещания в сетку телеканала, логотип их спонсора в лице банка ВТБ был исключён из их заставок.
Осенью 2020 года на канале были закрыты ток-шоу, запущенные на канале в период руководства Александра Пономарёва: «Тем временем. Смыслы» и «Что делать?». Программы «Культ кино», «Пятое измерение» и «САС. Те, с которыми я…» прекратили свой выход с связи со смертью их ведущих Кирилла Разлогова, Ирины Антоновой и Сергея Соловьёва соответственно.
1 ноября 2020 года была запущена медиаплатформа, получившая название «Смотрим». На ней начали выкладываться свежие видео с выпусками текущих передач и новостными сюжетами трёх основных каналов ВГТРК («Россия-1», «Россия-Культура», «Россия-24»), регистрация осуществляется посредством получения SMS-кода по номеру телефона. Спустя месяц все существующие видео, новости и страницы передач на сайте телеканала были также переведены на данную платформу и объединены с аналогичными у «России-1».

## Руководство

### Генеральные директора
- Татьяна Паухова (1999—2001[135], 2006—2009)
- Александр Пономарёв (2001—2005)[136][137]
- Сергей Шумаков (с 2009 года)[138]

### Главные редакторы
- Михаил Швыдкой (1997—1998)[139][140]
- Татьяна Паухова (1998—2009)[141]
- Сергей Шумаков (с 2009 года)[142][143]

### Музыкальные оформители
- Андрей Резник и Лев Спивак (1997—2000)
- Адриан Корчинский (2000—2001)[144][145]
- Максим Кравченко (2001—2002)
- Антон Батагов (2002—2010)[146]
- Даниил Калашник (с 2010 года)[146]

## Критика
Российский писатель Фёдор Раззаков неоднозначно оценивает телеканал. С одной стороны, по своему программированию «Культура» берёт много хорошего из традиций советского телевидения, делая ставку на просвещение, а не на развлечение. С другой стороны, Раззаков отмечает, что оценочные суждения, звучащие в передачах телеканала, нередко являются однобокими. И причина последнего проста: с самого своего основания канал «задумывался как главный рупор именно либеральной творческой интеллигенции»; приверженцев же других, нелиберальных направлений участвовать в создании и развитии телеканала «никто не позвал». В частности, о советской эпохе в эфире канала можно услышать в основном лишь критику, причём часто огульную, а положительным сторонам той эпохи уделяется гораздо меньше внимания[уточнить].

### Сетка вещания
Летом-осенью 2009 года телеканал подвергся критике со стороны нескольких телевизионных обозревателей, среди которых были Слава Тарощина и Евгений Левкович. В контексте показа 15-серийного документального фильма Олега Дормана «Подстрочник» на телеканале «Россия», а не на «Культуре», для которой он изначально и создавался, они (не забывая о немаловажных плюсах канала) констатировали факт, что под руководством Татьяны Пауховой телеканал начал устаревать и превращаться в «нечто среднее между складом готовой продукции и секонд-хендом». Тому доказательством были регулярные и многолетние повторы одних и тех же передач, почти полное отсутствие новых, качество новостных выпусков (на нуле), факты прямой цензуры (закрытие программ, отсмотр каждой передачи на предмет наличия в ней неполиткорректных пассажей, наличие чёрных списков нежелательных персон).
Факт упадка «Культуры» в 2009 году подтверждали и цифры, и статистика: в октябре 2009 года рейтинги канала достигали показателей в 1—3 % (это ниже, чем у «Первого канала», телеканала «Россия», НТВ и большинства других крупных телеканалов страны), в топ-100 программ за неделю не было ни одного проекта «Культуры», а общественные дискуссии не вызывала ни одна программа канала со времён закрытия там «Школы злословия», за исключением некоторых выпусков «Культурной революции» Михаила Швыдкого. Стали высказываться идеи о необходимости радикального обновления телеканала и приближения его к реалиям современного общества.
Через некоторое время после выхода этих статей новым главным редактором был назначен Сергей Шумаков. Обновление «Культуры» началось через 4 месяца после ребрендинга ВГТРК — 12 апреля 2010 года. Оно заключалось во введении нового визуального межпрограммного оформления, появлении новых передач и обновлении уже известных зрителю старых.
К 2017 году, по свидетельству телекритика Александра Мельмана, состояние «Культуры» вернулось почти к тому же, что было 8 лет назад, а то и вовсе к первым годам вещания, когда эфирную сетку канала наполняли фондовыми и архивными записями и передачами: «В том, что сейчас там идёт, смысла я не вижу. Повторы, повторы и опять повторы. Будто всё возвращается на круги своя…»

### Пропаганда лженауки
В 2012 году на канале состоялся показ российского цикла псевдодокументальных фильмов «По следам тайны», где были озвучены антинаучные суждения о существовании на Кавказе четырёхметровых гигантов, а на Ямале — подземной цивилизации карликов. Ведущий научный сотрудник Института археологии РАН, доктор исторических наук, кандидат биологических наук М. Б. Медникова в опубликованном на портале Антропогенез.ру открытом письме к руководству канала и его телезрителям заявила, что запись её комментариев, научно опровергающих идею существования великанов, была грубо искажена (перемонтирована) с целью создать видимость её поддержки этой идеи и в таком виде показана на канале «Культура» в фильме «По следам тайны — города великанов» («Съёмочной группой был использован следующий приём „давления на несговорчивого учёного“: после того, как я несколько раз повторила приведённые выше доводы, ведущий сообщил, что эта часть моего выступления не записывалась, потому что „если будут обнародованы факты про четырёхметровых людей, я окажусь в неудобном положении“… в вышедшем на экран фильме мой монолог был препарирован и смонтирован таким образом, что я с благостным видом поддерживаю фантазии авторов»). Медникова потребовала вырезать из данной продукции все фрагменты с её участием. В ответ руководство телеканала заявило, что считает обвинения и требования несостоятельными: «А как можно обвинять в заведомой лжи тех почтенных людей, рассказы которых мы записывали в армянских сёлах, как это делает госпожа Медникова?» В свою очередь режиссёр цикла фильмов Армен Петросян на своей странице «ВКонтакте» написал ответ, который содержал личные оскорбления Медниковой и редакции портала Антропогенез.ру. В ответ на всё это Медникова отметила, что бравший у неё интервью Петросян действительно представляет канал «Культура», а политика канала связана с производством такого рода фильмов, в которых искажается общепринятая точка зрения, а также попросила удалить куски фильма с её участием.